# Burchard von Avesnes
Burchard von Avesnes (französisch Bouchard d'Avesnes; * 26. Mai 1251; † 29. November 1296 in Metz) war von 1282 bis 1296 Bischof von Metz.

## Leben
Burchard entstammte dem nordfranzösischen Adelsgeschlecht Avesnes. Seine Eltern waren Graf Johann I. von Hennegau und Adelheid von Holland, eine Schwester des römisch-deutschen Königs Wilhelm von Holland. Seine jüngeren Brüder waren Guido, Bischof von Utrecht und Wilhelm, Bischof von Cambrai.
Er war Domherr in Cambrai und Lüttich, Propst von Liebfrauen in Maastricht, sowie päpstlicher Kaplan. 1281 wurde er von einem Teil des Domkapitels zum 
Bischof von Lüttich gewählt, konnte sich jedoch nicht gegen Wilhelm von Auvergne durchsetzen. Papst Martin IV. transferierte 1282 Burchards Vetter, Johann von Flandern, von Metz nach Lüttich und ernannte Burchard zum Bischof von Metz. Zusätzlich wurde Burchard Dompropst in Lüttich und durfte seine Präbenden in Cambrai, Lüttich und Sens behalten. 1284 erwarb er die Grafschaft Blieskastel von Heinrich III. von Salm, wodurch er in einen Konflikt mit Herzog Friedrich III. von Lothringen geriet, der ebenfalls Ansprüche auf Blieskastel erhob. 1295 erhielt er die Einkünfte der Abtei Gorze. 1296 wurde er Lehnsmann des französischen Königs. Nach seinem Tod wurde er im Chor der Kathedrale von Metz bestattet.